# Village gaulois de Saint-Julien
Le village gaulois de Saint-Julien est un village reconstitué  de l'époque gauloise à vocations touristiques, pédagogiques et scientifiques  situé en France sur le territoire de la commune de Rieux-Volvestre en limite de la commune de Saint-Julien-sur-Garonne dans le département de la Haute-Garonne et la région Midi-Pyrénées

## Le Village
Le Village Gaulois est la construction d'une vingtaine de maisons et bâtiments en bois, terre et chaume. Ces bâtiments ont fait l'objet d'étude avant leurs constructions par des archéologues pour avoir une reconstitution fidèle de l'habitat de l'époque gauloise.
Des artisans (poterie, tanneur, boisilleur, dinanderie, teinturerie, tissage, tabletterie, vannerie, orfèvrerie, forgeron...) investissent le lieu et présentent les savoir-faire déjà connus au deuxième âge du fer, aussi appelée période gauloise (-450 à 50 apr. J.-C.).
Le village est ouvert au grand public d'avril à novembre (ouverture tous les jours juillet et août). Il organise des animations spéciales lors des vacances scolaires. 
Les Gaulois de la région de Toulouse, les Volques Tectosages ont laissé de nombreuses traces tout le long de la Garonne jusqu'à Tolosa, correspondant aujourd'hui à Vieille-Toulouse.